# 伊夫林地区圣康坦-蒙蒂尼勒布勒托讷站
伊夫林地区圣康坦站，全名为伊夫林地区圣康坦-蒙蒂尼勒布勒托讷站，是法国的一个铁路车站，位于法国法兰西岛大区新城伊夫林地区圣康坦，因地处蒙蒂尼勒布勒托讷境内而得名。
该站建成于1975年，是法国巴黎西部新城伊夫林地区圣康坦境内最大的综合交通枢纽。2016年，该站日均进站人数超过7万人次。

## 位置
伊夫林地区圣康坦站位于蒙蒂尼勒布勒托讷市区的中部，巴黎－布雷斯特铁路23.989公里处。车站大致呈东北-西南走向，主站房位于铁路线东南侧。
尽管伊夫林地区圣康坦站位于巴黎－布雷斯特铁路正线上，但该站仅停靠区域列车。前往该铁路朗布依埃以远方向的乘客需前往朗布依埃站联程中转。

## 站台设置
| 西北↑ |      |  |        |
| 2b道  |      |  |        |
|       | 岛式 |  |        |
| A道   |      |  |        |
| B道   |      |  |        |
|       | 岛式 |  |        |
| 1b道  |      |  |        |
| 2道   |      |  |        |
|       | 岛式 |  |        |
| 1道   |      |  | 主站房 |
| 东南↓ |      |  |        |

## 停靠线路
以下列车线路在伊夫林地区圣康坦站停靠：
| 伊夫林地区圣康坦站列车线路表 |        |           |          |            |
| 起点                         | 上一站 | 线路      | 下一站   | 终点       |
| 杜尔当/埃唐普                | 圣西尔 | [T] · (C) | （终点） | （终点）   |
| 巴黎蒙帕纳斯                 | 圣西尔 | [T] · [N] | 特拉普   | 朗布依埃   |
| 拉德芳斯                     | 圣西尔 | [T] · [U] | 特拉普   | 拉韦里耶尔 |

## 配套交通

### 长途客车
| 停靠伊夫林地区圣康坦站的大巴车     |                                  | |
| 上下车地点                         | 运营单位                         | 主要线路及目的地 |
| 牧场汽车站 （车站南侧）            | 伊夫林地区圣康坦城市公共交通     | 475 埃朗库尔 · 特拉普 · 吉扬库尔 · 克拉马 · 马拉科夫 · 巴黎（奥尔良门） |
| 牧场汽车站 （车站南侧）            | 埃松省城际客运                   | 91.10 萨克莱 · 伊韦特河畔日夫 · 马西-帕莱索站 · 希伊马扎兰 · 奥利机场 91.11 马尼莱阿莫 · 萨克莱 · 维利耶勒巴克勒 · 马西-帕莱索站 |
| 牧场汽车站 （车站南侧）            | 法国交通发展集团 (乌当)          | 501 欧贝让维尔 · 埃波讷 · 塞纳河畔梅济耶尔 · 芒特拉若利站 |
| 牧场汽车站 （车站南侧）            | 法国交通发展集团 (朗布耶)        | 12 特拉普 · 埃朗库尔 · 普莱西尔 · 塔夸尼耶尔 · 伊夫林地区勒佩赖 · 欧法日斯 · 朗布依埃 |
| 牧场汽车站 （车站南侧）            | 法国交通发展集团 (楠泰尔)        | 503 吕埃-马尔迈松 · 楠泰尔 |
| 牧场汽车站 （车站南侧）            | 图尔讷客运                       | 100 埃朗库尔 · 特拉普 · 普莱西尔 · 埃克维伊 · 莱米罗 502 莫兰维利耶 · 埃克维伊 · 莱米罗 |
| 牧场汽车站 （车站南侧）            | 舍夫勒斯谷汽车服务               | 307 比克 · 凡尔赛 · 茹伊昂若萨斯 · 韦利济-维拉库布莱 |
| 牧场汽车站 （车站南侧）            | (N)                              | 巴黎 · 布洛涅-比扬古 · 维罗夫莱 · 埃朗库尔 · 特拉普 · 拉韦里耶尔站 |
| 保罗·德卢夫里耶汽车站 （车站北侧） | 乌尔图勒                         | 5 茹阿尔蓬沙尔特兰 · 吉约讷河畔巴佐什 · 马雷伊勒吉永 · 蒙福尔拉莫里 · 莱梅尼勒 10 特拉普 · 埃朗库尔 · 普莱西尔 50 布瓦达尔西 · 丰特奈勒弗勒里 · 莱克莱苏布瓦 · 普莱西尔 78 特拉普 · 埃朗库尔 · 普莱西尔 · 诺夫勒堡 · 欧图耶 · 芒特拉若利站 |
| 保罗·德卢夫里耶汽车站 （车站北侧） | 法国交通发展集团 (乌当)          | 67 旧诺夫勒 · 拉克莱西夫林 · 加朗西耶尔 · 贝乌斯特 · 奥尔热吕斯 · 塔夸尼耶尔 · 里什堡 · 乌当 |
| 保罗·德卢夫里耶汽车站 （车站北侧） | 法国交通发展集团 (塞纳-瓦兹之信) | 4 蒂韦瓦勒-格里尼翁 · 普瓦西 |
| 保罗·德卢夫里耶汽车站 （车站北侧） | 法国交通发展集团 (埃克维伊)      | 77 圣西尔莱科勒 · 努瓦西勒鲁瓦 |
| 保罗·德卢夫里耶汽车站 （车站北侧） | 法国交通发展集团 (蒙泰松莱拉博)  | 16 普瓦西 · 瓦兹河畔讷维尔 · 塞尔吉省府站 |
| 1. 2. 3.                           |                                  | |

此外，当某条铁路线施工或罢工时，SNCF可能也会提供途径该线路沿途站点的大巴车。

### 城市公共交通
| 伊夫林地区圣康坦站附近的市内公共交通线路 |                               |                              | |
| 公交车站名称                             | 位置                          | 运营单位                     | 停靠线路 |
| 地下车站                                 | 伊夫林地区圣康坦站 南侧地下层 | 伊夫林地区圣康坦城市公共交通 | 401 莫尔帕-村 ↔ 凡尔赛-凡尔赛左岸城堡站 414 特拉普-火车站 ↔ 蒙蒂尼勒布勒托讷-湖峡 415 勒梅尼勒圣但尼-勒梅尼勒广场 ↔ 布瓦达尔西-梅列斯-克鲁瓦博内 419 马尼莱阿莫-梅朗泰 ↔ 蒙蒂尼勒布勒托讷-湖峡/日法学院 444 蒙蒂尼勒布勒托讷-火车站 ↔ 马尼莱阿莫-丛林 464 蒙蒂尼勒布勒托讷-火车站 ↔ 圣雷米莱舍夫勒斯-快铁站 |
| 牧场汽车站                               | 伊夫林地区圣康坦站 南侧出入口 | 伊夫林地区圣康坦城市公共交通 | 458 蒙蒂尼勒布勒托讷-火车站 （环线，经吉扬库尔） 460 蒙蒂尼勒布勒托讷-火车站 ↔ 吉扬库尔-科技中心汽车站 461 蒙蒂尼勒布勒托讷-火车站 ↔ 瓦桑勒布勒托讷-大岛/马尼莱阿莫-石林开发区 463 蒙蒂尼勒布勒托讷-火车站 ↔ 埃朗库尔-欧洲邮件/德拉特尔德塔西尼 465 蒙蒂尼勒布勒托讷-火车站 ↔ 吉扬库尔-维拉鲁瓦 466 蒙蒂尼勒布勒托讷-火车站 ↔ 吉扬库尔-六十亩地·科技中心 467 蒙蒂尼勒布勒托讷-火车站 ↔ 吉扬库尔-维拉鲁瓦 468 蒙蒂尼勒布勒托讷-火车站 ↔ 吉扬库尔-欧仁·维奥莱勒迪克 |
| 保罗·德卢夫里耶汽车站                    | 伊夫林地区圣康坦站 北侧出入口 | 凡尔赛西部汽车运输集团       | 51 蒙蒂尼勒布勒托讷-火车站 ↔ 勒谢奈-安德烈·米尼奥医院 |
| 1. 2. 3.                                 |                               |                              | |

### 社会车辆
伊夫林地区圣康坦站附近设有综合社会车辆停车楼。

## 临近车站
| 伊夫林地区圣康坦-蒙蒂尼勒布勒托讷站 （Gare de Saint-Quentin-en-Yvelines - Montigny-les-Bretonneux） |                    |                  |
| 上行车站                                                                                            | 线路               | 下行车站         |
| 圣西尔站 2.5km ←                                                                                    | 巴黎－布雷斯特铁路 | 特拉普站 → 3.1km |
| - 本表仅显示运营中的线路及车站                                                                      |                    |                  |